# Üh (digramme)
Cette page contient des caractères spéciaux ou non latins. S’ils s’affichent mal (▯, ?, etc.), consultez la page d’aide Unicode.
Üh (minuscule üh) est un digramme de l'alphabet latin composé d'un U tréma (Ü) et d'un H.

## Linguistique
- En allemand, le digramme « üh » correspond généralement à [yː].

## Représentation informatique
Comme la majorité des digrammes, il n'existe aucun encodage de Üh sous un seul signe, il est toujours réalisé en accolant un U tréma (Ü) et un H,.